# Riccardo Bugari
Riccardo Bugari (San Benedetto del Tronto, 6 febbraio 1991) è un pattinatore di velocità in-line e pattinatore di velocità su ghiaccio italiano.

## Biografia
È figlio del pattinatore di velocità in-line Romolo Bugari, che fu campione europeo e del mondo nella specialità.
Ha iniziato a dedicarsi al pattinaggio a rotelle sin dall'età di tre anni. È stato pluricampione del mondo nel pattinaggio a rotelle, ha vinto due medaglie d'oro ai Mondiali militari 2016 (team pursuit e mass start), ha ottenuto il quinto posto agli Europei 2017 nel team pursuit ed un podio in Coppa del Mondo nel team pursuit.
Si è dedicato con successo anche al pattinaggio in velocità su ghiaccio ed ha rappresentato l'Italia ai Giochi olimpici di Pyeongchang 2018, nell'inseguimento a squadre, con i compagni di nazionale Andrea Giovannini e Nicola Tumolero.
È allenato da Maurizio Marchetto.